# Дудх-Коси
Дудх-Коси (непальск. दुध कोसी — молочная река) — река в Непале, одна из самых высокогорных и труднопроходимых рек мира.
Река берёт начало в озёрах Гокьё и ниспадает до урочища Намче-Базар, где сливается с рекой Бхоте-Коси. После этого река выходит из национального парка Сагарматха и продолжает течь до посёлка Лукла. Далее река сливается с Сун-Коси, которая в свою очередь течёт далее на юго-восток и сливается с реками Тамур и Арун, образуя при этом реку Сапт-Коси. Река Сапт-Коси прорезает хребет Махабхарат, образуя ущелье Чатра, и выходит на Гангскую равнину.
Река имеет экстремальный характер для сплавов. Вероятно, первой по ней сплавилась чешская экспедиция в 1973 году. Самый известный — сплав британского каякера Майка Джонса в 1976 году, потому что об этом BBC выпустила фильм «Dudh Kosi: Relentless River of Everest». С тех пор наиболее успешные сплавы по Дудх-Коси совершили англичане в 1986 году, россиянин Владимир Лысенко в 1991 году, чехи в конце 1990-х годов, немецкий каякер Энди Зоммер, дважды в начале 2000 годов, и томич Евгений Ковалевский в 2003 году.
В ноябре 2009 года группа российских спортсменов благополучно завершила сплав на каяках по нижней половине реки, преодолели два сложнейших каньона, по которым проходит русло реки — возле селения Тари и между посёлками Шурке и Джубинг, которые представляют собой одно непрерывное препятствие: идущие подряд водопады высотой от 2-х до 4-х метров и пороги высшей категории сложности. Верхняя половина осталась непокорённой, потому что власти Непала запрещают сплавляться по территории национального парка Сагарматха. Сплав по этой реке считается одним из сложнейших на планете из-за перепада реки в 70 метров на один километр и многочисленных опасных порогов.
- Дудх-Коси